# کلافام، استرالیای جنوبی
کلافام (به انگلیسی: Clapham) یک حومه شهر در استرالیا است که در استرالیای جنوبی واقع شده‌است. این منطقه مسکونی واقع در شهر میچم است که شامل برخی از آثار قرون وسطی است. این حومه به نام کلافام لندن، انگلستان نامگذاری شده‌است.